# Épave de Wando
L'épave de Wando désigne les restes d’un navire de Koryo datant du début du XIIe siècle qui était chargé de céramiques céladons et qui a été retrouvé au large d’Eoduri, un village de l’île Yaksan (ko) faisant partie du district de Wando à l’extrémité sud de la péninsule coréenne. L’intérêt de cette découverte réside dans le fait que la plupart des céladons connus avaient été découverts dans des tombes et avaient donc un usage funéraire tandis que ceux-ci étaient destinés à la vie quotidienne.

## Découverte
L’épave a été découverte le 8 décembre 1983 par un pêcheur de Yeosu alors qu’il ramassait des coquillages. Après un examen préliminaire effectué du 19 au 13 décembre par le Bureau des biens culturels, les fouilles se sont déroulées du 15 mars au 23 mai 1984. Elle est maintenant exposée au Musée maritime national de Mokpo (ko) au milieu d’objets découverts dans d’autres épaves.

## Description
Il s’agit d’un petit bateau en bois destiné au cabotage. Une partie de sa coque a été retrouvée et a permis d’estimer sa taille : 10 mètres de long, 3,50 mètres de large et 1,70 m de haut. Sa cargaison comportait près de 32 000 pièces, dont 30 701 céladons ont été retrouvés intacts. Parmi eux, il y avait 20 000 grands bols et 10 000 assiettes empilés par lots de 10 ou 20. Cela est considéré comme un indice que les repas de l’époque se prenaient avec deux bols et une assiette par personne, un bol pour le riz et la soupe et une assiette pour les accompagnements. A cela s’ajoute près de 1 000 bols sans couvercle conçus pour le thé rangés dans des caissettes à trous.
Les grands bols possèdent une lèvre tournée vers l’extérieur et une base constituée d’un cylindre de terre découpé et décoré en forme d’une tige de bambou. La paroi est fine et possède une couverture vert-bleu ou vert-marron tandis que la base est épaisse et de couleur gris clair. L’analyse de la céramique a révélé que les matériaux employés étaient de piètre qualité et que ces céladons avaient été fabriqués dans des fours près de la côte à Gyeongseo-dong (Incheon) et à Chinsan-ri (Sani-myeon, Haenam). C’est probablement en s’éloignant de ce port que le bateau a touché un rocher immergé et a coulé.
Les autres pièces sont les suivantes : 103 bouteilles à ouverture large, 11 vases meiping (des vases larges avec un goulot étroit) décorés avec une grande pivoine bleue, 3 tambours janggu en forme de sablier et décorés au dioxyde de fer, ainsi que des bouteilles à huile et des jarres.